# Paracoptops unicolor
Paracoptops unicolor là một loài bọ cánh cứng trong họ Cerambycidae.